# Euathlus pulcherrimaklaasi
Euathlus pulcherrimaklaasi är en spindelart som först beskrevs av Schmidt 1991.  Euathlus pulcherrimaklaasi ingår i släktet Euathlus och familjen fågelspindlar.
Artens utbredningsområde är Ecuador. Inga underarter finns listade i Catalogue of Life.